# Seminole
Seminole je pleme porodice Muskhogean čiji je rani dom bio onaj što su ga prije nastanjivali Apalachee, odakle su se kasnije nastanili na poluotoku Florida. Jezgru Seminola činili su Oconee, što su na Floridu migrirali oko 1750. godine, gdje im se priključuju Hitchiti, i kasnije drugi Muskogee. Danas Seminole žive na Floridi (1,000 2000.) i u Oklahomi (12,000 2005.).

## Ime
Ime Seminole je još pod debatom, i postoje mnoge verzije o njegovom značenju. Swanton navodi značenje koje se tiče njihove separacije od konfederacije Creek, to bi bilo   "one who has camped out from the regular towns", odnosno "runaway," ili ‘separatist',  'seceder' . Pro-hispanski gleda profesor H. E. Bolton, koji nas pokušaca uvjeriti da je riječ došča od španjolskog cimarron, u značenju "wild", udomaćene životinje koja se vratila divljini. Sami sebe oni zovu Ikaniúksalgi, "peninsula people" isto kao i hjuronsko (Huron) ime  Ungiayó-rono, dok ih ostali Creeki nazivaju Ikanafáskalgi, ili "people of the point".

## Sela
Kuća Seminola nema zidova, jedino krov koji štiti od kiše, poznate su pod imenom chickee (u engl. Pluralu –s). Ahapopka, Ahosulga, Alachua, Alafiers, Alapaha, Alligator, Alouko, Apukasasoche, Attapulgas, Beech Creek, Big Cypress Swamp, Big Hammock, Bowlegs' Town, Bucker Woman's Town, Burges' Town, Calusahatchee (vjarojatno od Calusa Indijanaca)Capola, Catfish Lake, Chefixico's Old Town, Chetuckota, Choconikla, Chohalaboohulka, Chukochati, Cohowofooche, Cow Creek, Cuscowilla (vidi Alachua), Etanie, Etotulga, Fish-eating Creek, Fulemmy's Town, Hatchcalamocha, Hiamonee, Hitchapuksassi, Homosassa, Iolee, John Hicks' Town, King Heijah's Town, ili Koe Hadjo's Town, Lochchiocha, Loksachumpa, Lowwalta, McQueen's Village, Miami River, Mulatto Girl's Town, Negro Town, New Mikasuki, Notasulgar, Ochisi, Ochupocrassa, Ocilla, Oclackonayahe, Oclawaha, Oithlakutci, Okehumpkee, Oktahatki, Old Mikasuki, Oponays, "back of Tampa Bay," Owassissas, Payne's Town, Picolata, Pilaklikaha, Pilatka, on or near the site of Palatka, Red Town, Sampala, Santa Fe, Sarasota, Seleuxa, Sitarky, Spanawalka, Suwannee, Talakhacha, Tallahassee, Tallahassee ili Spring Gardens (naseljen Yuchima), Talofa Okhase, Taluachapkoapopka, Tocktoethla, Tohopki lagi, Topananaulka, Topkegalga, Totstalahoeetska, Tuckagulga, Tuslalahockaka, Wacahoota, Wachitokha, Wakasassa, Wasupa, Wechotookme, Welika, Wewoka, Willanoucha, Withlacoochee, Yalacasooche, Yulaka, Yumersee.

## Povijest
Seminole svoje porijeklo vuku od plemena Oconee, što je isprva živjelo na ili blizu obale Georgije. Drži se da ih se dio nastanio u zemlji Apalachee Indijanaca, no svakako jednu grupu nalazimo 1685. na rijeci Chattahoochee. Do 17. stoljeća Oconee nalazimo na raznim lokacijama, pa i blizu Cherokee Indijanaca, mnogo dalje na sjeveru, odakle se opet sele prema istočnoj obali Chattahoocheeja, u okrugu Stewart u Georgiji. Bijaše to 1716. godina. Otale Oconee odlaze prema Alachua Plainsu, u sadašnji okrug Alachua na Floridi. Uskoro ova grupa Oconeeja postat će poznata kao Seminole, dok će se ostatku plemena Oconee izgubit će se trag.  
Oconee navodno dolaze u Floridu najkasnije do 1750. Ovdje će im se uskoro početi priključivati grupe Hitchiti Indijanaca, pleme srodno Mikasukima. Dolazi, kaže Swanton, i do druge seobe Muskogeeja 1778., ali većina će stići nakon Rata Creeka s Amerikancima što se vodio 1813. – 1814. godine, ovi Creeki pripadaju grupi Upper Creek ,odnosno iz 'Upper Creek-gradova .Izvorni oconee jezik što su ga govorili vjerojatno je zamijenjen jezikom pridošlica Muskogeeja. Amerikanci i ovdje pronalaze. Prvi Seminole što su došli na Floridu podigoše svoje gradove na rijeci Apalachicola, također ih dio dođe sve do Tampa Baya, pa pređoše i na istočnu obalu, južno od Miamija. Godine 1817-1818 dolazi do Prvog Seminolskog rata protiv Andrewa Jacksona što je sa sobom poveo preko 3,000 američkih vojnika. Jackson je uspio tek uništiti nekoliko njihovih sela, ali ih ne pokori. Okomi se nakon toga na Španjolce i u 5. mjesecu 1818. zauzme njihovu utvrdu Pensacolu.  
Americi ne odgovara da Indijanci slobodno lunjaju floridskim močvarama, i nastoje ih sve prabaciti preko Mississippija na Indijanski Teritorij (kasnije Oklahoma). Toga radi dolazi do Drugog Seminolskog rata, koji će se otegnuti od 1835-1842. Sam rat izbija nakon što Osceola 28. 12. 1835. ubije indijanskog agenta Wileya Thompsona. Isti taj dan bojnik Francis Dade i njegovi vojnici napadnuti su iz zasjede od strane 300 Seminola blizu utvrde Fort King (danas Ocala). Po njemu bit će prozvan okrug Dade na ekstremnom sjeverozapadu Georgije. Seminole se tada povukoše u svoje močvare vodivši protiv Amerikanaca rat gerilskom taktikom. Ljudstvo i tehnika u Evergladesu protiv močvare i Seminola bijahu vrhunski neuspješni. Seminole su Ameriku koštali milijune dolara, za veoma loš uspjeh. Godine 1837. uhićeni su Osceola i Coachoochee. Osceola je prvo odveden u Saint Augustine, a tada u Fort Moultrie u Charleston, Južna Karolina, gdje je umro 30 siječnja 1838. Godine 1842. konačno je 4,420 Seminola deportirano u Oklahomu, gdje žive i danas. Seminole ipak još nisu svladani. Ovo pleme Američka vojska nikada nije pobijedila. U močvarama Evergladesa ostalo je još Seminola spremnih za borbu. Njih će povest Billy Bowlegs (Holata Micco), izbit će Treći Seminolski rat (1855–1858). Drugi Seminolski rat financijski i u ljudstvu stajao je SAD 1,500 vojnika i 30 milijuna $.
Rat je završio 1858. predajom vođe sa 165 ratnika, nakon čega su preseljeni na Indijanski Teritorij. Kada i gdje je umro Billy Bowlegs nije poznato točno. Seminole što su ostali na Floridi u području Big Cypressa, njih dvije bande, nisu se predali nikada, i njihovi potomci i danas žive na rezervatima Big Cypress Indian Reservation (najveći, utemeljen 1938), Brighton Seminole Indian Reservation (okrug Glades; utemeljen 1938), Dania Indian Reservation (zvan i Hollywood; utemeljen 1894) i Seminole (utemeljen 1936). Godine 1985. utemeljen je i Tampa Seminole Reservation.

## Običaji Seminola
Seminole kulturno pripadaju Jugoistočnim ratarima, a dolaskom na Floridu bave se i lovom i ribolovom. Kraj što su ga naselili prije je bio dom Indijancima Calusa, Tequesta, Ais, Matecumbe, Timucua, Ciboney i nekim manjima. Dug-out kanu s dugim štapovima za otiskivanje o dno močvare, i kuće postali su lako prepoznatljiv tip njihove kulture. -Jedna od najpoznatijih svetkovina je svakako Green Corn Dance (Zeleni ples kukuruza), raširen na Jugoistoku među plemenima Alabama, Cherokee, Creek, Natchez, i Seminole.  Tokom ovih svećanosti uzimalo se ‘crno piće (Black drink ; pa-sa-is-kit-a), neka tekućina lošeg okusa dobiveno od ‘yaupona koja raste u obalnom području Meksičkohg zaljeva.  Eva Lips po jednom svom podatku spominje preparat biljke Datura meteloides. Ovo piće uzima se prvoga dana svećanosti, piše Eva Lips, i samo onaj tko ga je pio, moći će bez opasnosti jesti mladi kukuruz svećanosti, što pada na dan posnog dana, odnosno na ‘dan kada Indijanci neprestano jedu ’ ili ‘hom-pis-yak-i-ta’, i bit će zaštićen godinu dana od bolesti.

## Seminole danas
Seminole 2000. godine broje oko 12,000 u Oklahomi i 1,000 na Floridi.

## Vanjske poveznice
|  | Zajednički poslužitelj ima još gradiva o temi Seminole |

- Project Gutenberg's The Seminole Indians of Florida, by Clay MacCauley